# Rue d'Athènes (Paris)
Pour les articles homonymes, voir Rue d'Athènes et Tivoli (homonymie).
La rue d’Athènes est une rue du 9e arrondissement de Paris, en France, elle était précédemment nommée rue de Tivoli. 

## Situation et accès

Carte des quatre quartiers administratifs du 9e arrondissement de Paris.

Située dans le quartier Saint-Georges (33e quartier administratif de Paris), elle relève du 9e arrondissement de la ville.
Malgré son nom, la rue d’Athènes n’est pas située dans le quartier de l’Europe tel que défini administrativement (32e quartier administratif de Paris, quartier relevant du 8e arrondissement).

## Origine du nom
Elle porte le nom de la capitale de la Grèce, Athènes, la voie étant proche de la place de l’Europe.

## Historique
Cette voie a été ouverte sur des terrains appartenant à MM. Hagermann et Mignon  (ordonnance du 2 février 1826).
Cette voie a porté le nom de « rue de Tivoli ». Il a existé un parc de Tivoli à proximité.
Jusqu’en 1860, la rue de Tivoli a fait partie de l’ancien quartier du Roule qui relevait de l’ancien 1er arrondissement de Paris.
Elle prend sa dénomination actuelle par un arrêté du 4 juin 1881.
Le 30 janvier 1918, durant la première Guerre mondiale, les nos 2 et 3 rue d'Athènes sont touchés lors d'un raid effectué par des avions allemands.

## Bâtiments remarquables et lieux de mémoire
- No 1 bis : immeuble classé monument historique en 1977[4]. Sarah Bernhardt (1844-1923) a habité l’immeuble[4].

- No 3 bis : immeuble classé monument historique en 1977[5].

- No 6 : hôtel particulier de Jules Jaluzot (1834-1916) fondateur du Printemps, devenu en 1907 l’hôtel de la Mutualité agricole[6].
- No 8 : locaux de la Société des agriculteurs de France (SAF ou Saf agriculteurs de France)[7]. S'y trouvait une salle de concert, dite Salle des Agriculteurs, active de 1894 à 1925.
- No 19 : ici se trouvait le siège social de la Société générale de touage et de remorquage, dont le premier président fut Léon Isidore Molinos (1848-1914), président du conseil d'administration de 1898-1912.
- No 20 : s'y trouvait le siège de la Société du chemin de fer électrique souterrain Nord-Sud de Paris, ou plus simplement Nord-Sud, société privée créée en 1902, qui a construit et exploité trois lignes du métro de Paris jusqu'en 1931 avant d'être absorbée par sa concurrente, la Compagnie du chemin de fer métropolitain de Paris (CMP) qui gérait la concession des autres lignes du métro de Paris avant la nationalisation du réseau en 1948.

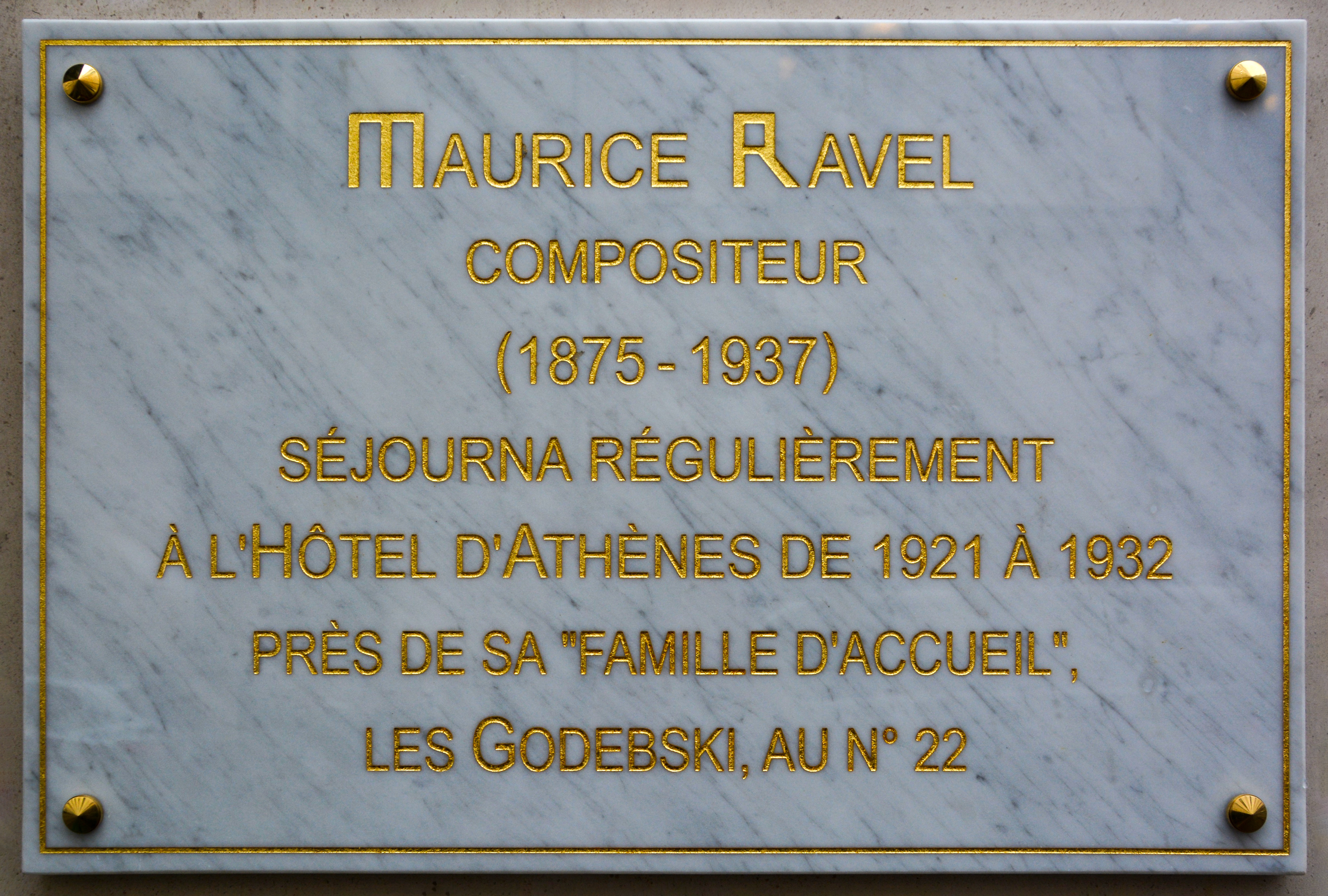
Plaque commémorative Maurice Ravel 21 rue d'Athènes.

- No 21 : s'y trouvait l'Hôtel d'Athènes, où Maurice Ravel fit de fréquents séjours de 1921 à 1932, en face de chez ses amis Godebski au n°22 ; une plaque commémorative a été dévoilée sur la façade de l'actuel Hôtel ATN le 12 juin 2019, en présence de Delphine Bürkli, maire du 9e arrondissement de Paris, et de Manuel Cornejo, président de l'association des Amis de Maurice Ravel à l'initiative de cette plaque[8], grâce au mécénat de la Fondation La Marck (Fondation de Luxembourg)[9].

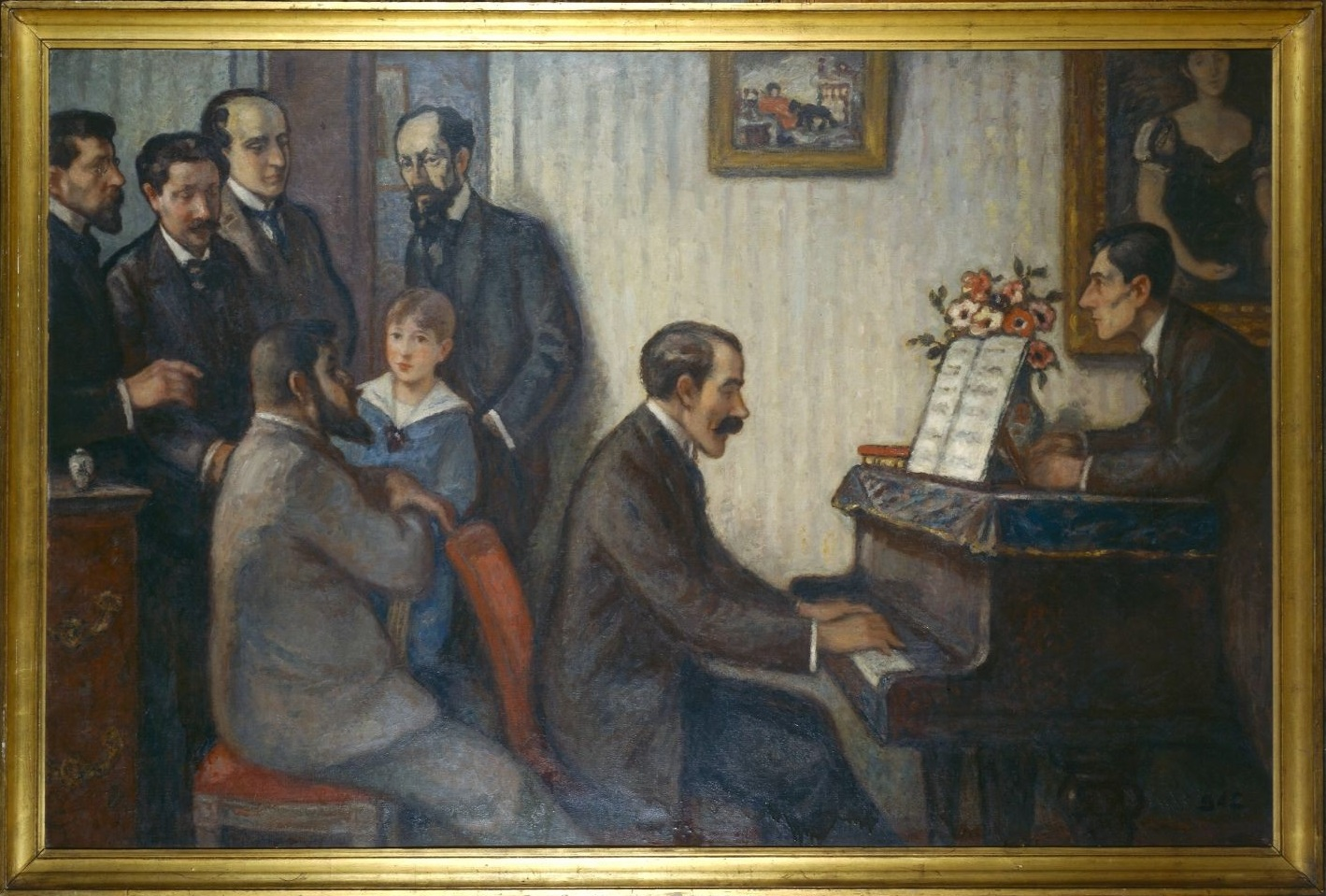
Georges d'Espagnat : Réunion de musiciens chez M. Godebski (1910, Paris, bibliothèque-musée de l'Opéra).

- No 22 : s'y trouvait, au 5e étage, l'appartement de la famille Godebski (Cipa -demi-frère de la célèbre Misia- et son épouse Ida, dédicataires de la Sonatine de Maurice Ravel, et leurs enfants Jean et Mimi, dédicataires et inspirateurs de Ma Mère l'Oye de Maurice Ravel : le salon musical, littéraire et artistique au sens large des Godebski fut très important et fréquenté d'environ 1908 au début des années 1930[10] ; centre Edgar-Morin[11], un laboratoire de recherche en sciences humaines français affilié à l’École des hautes études en sciences sociales (EHESS) et au Centre national de la recherche scientifique (CNRS).
- No 24 : S'y trouvait l'agence d'architecture de Pierre et Maurice Humbert.
- No 40 : le numéro fictif du « 40, rue d'Athènes » est utilisé par Georges Feydeau dans Monsieur chasse ! (1892), comme lieu de l'intrigue de l'acte II. Il est fait de nombreuses fois mention du 9e arrondissement dans l'œuvre du dramaturge, comme dans Tailleur pour dames (1886), où l'acte II a lieu au « 70, rue de Milan », également un numéro fictif.

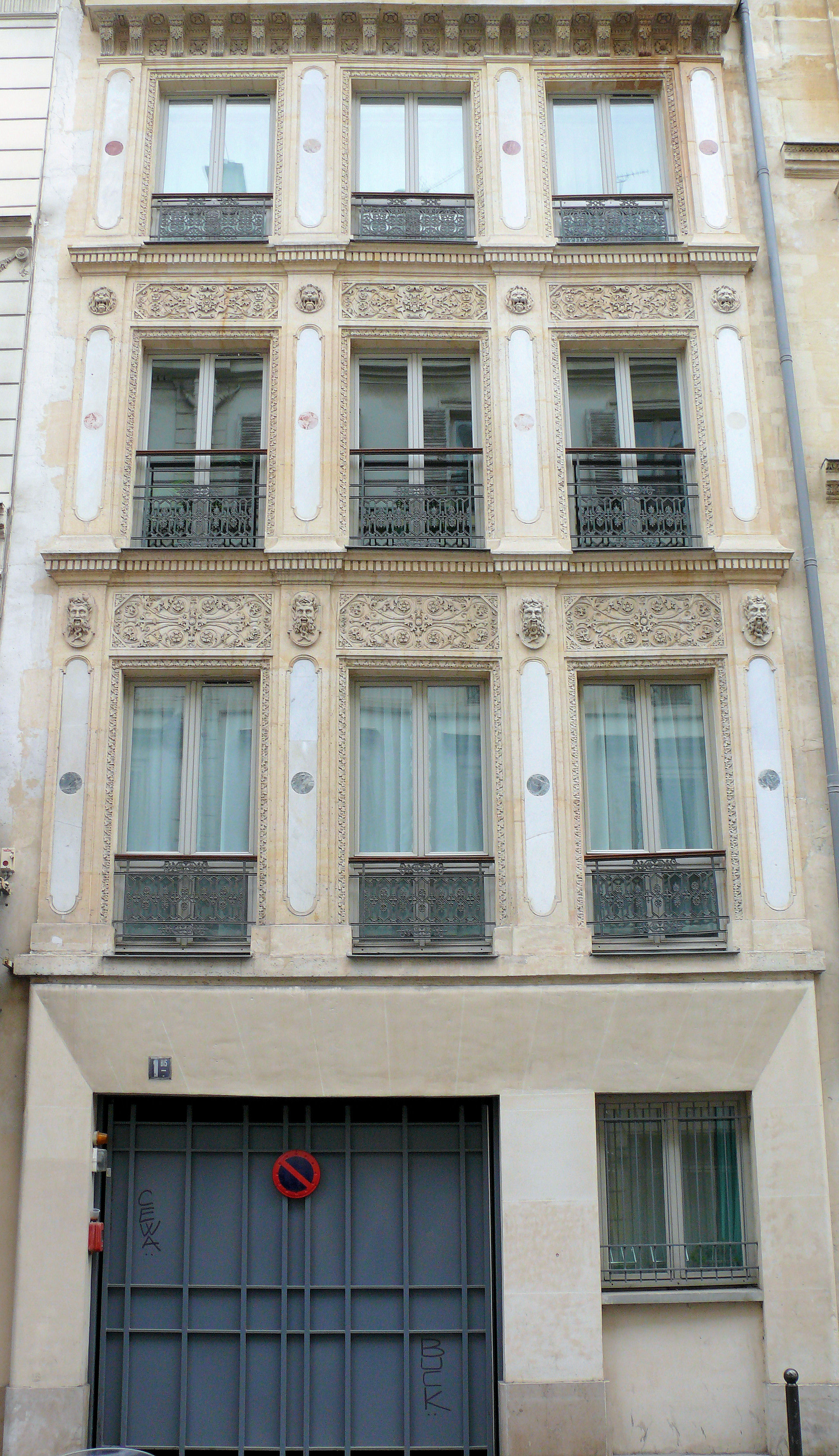
No 1 bis : immeuble classé monument historique.
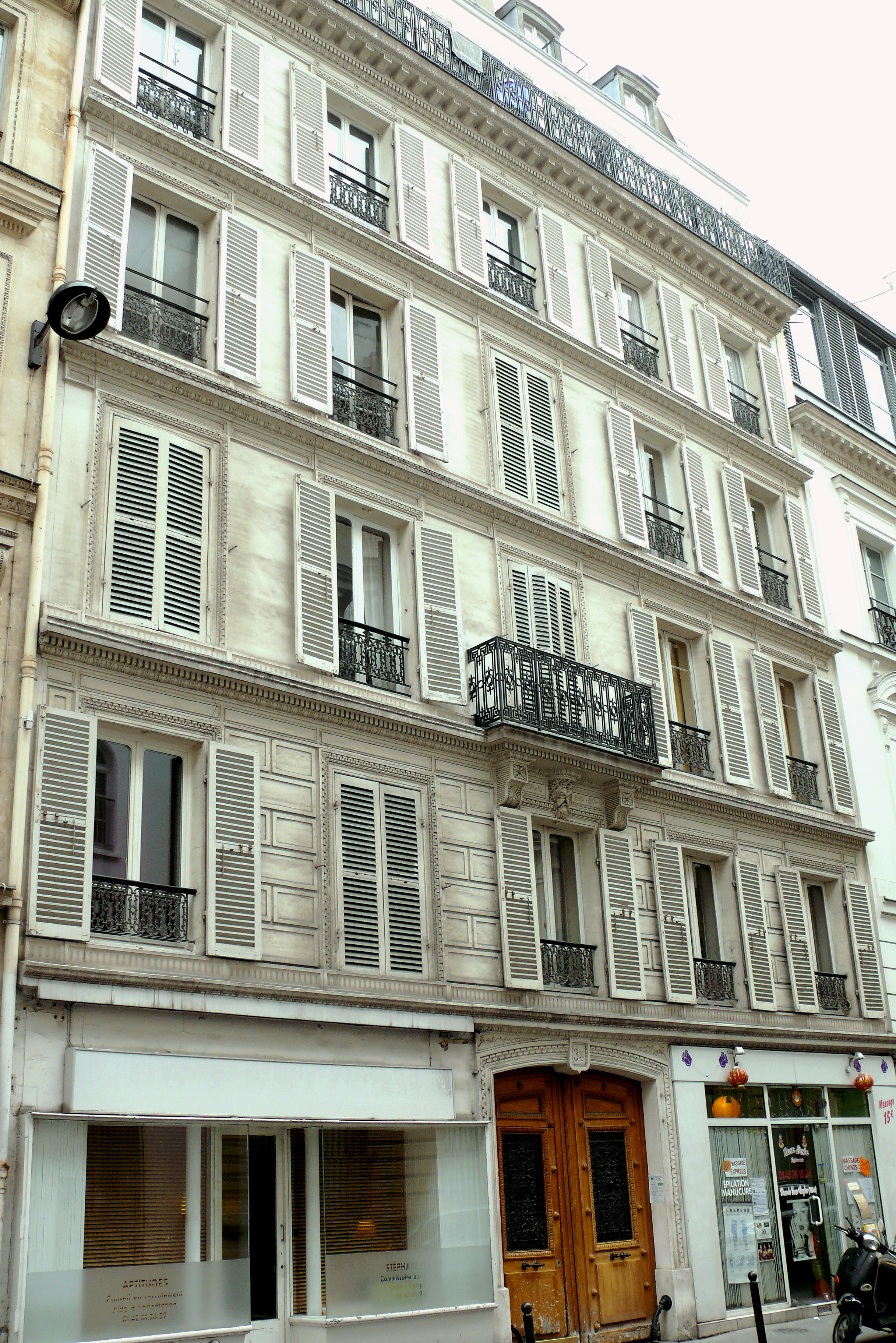
No 3 bis : immeuble classé monument historique.
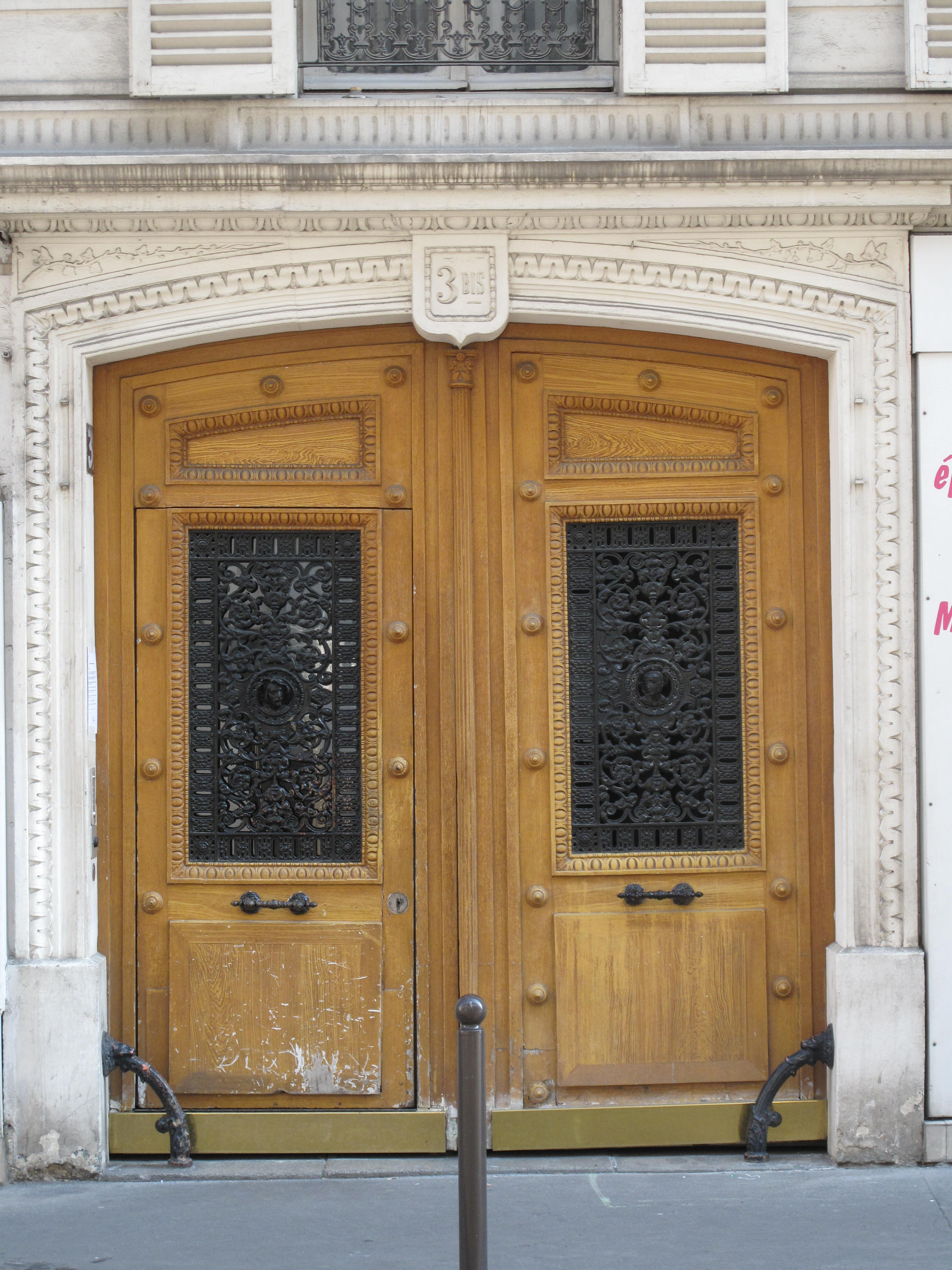
No 3 bis : double porte en bois sculpté.